# Zdenka Predná
Zdenka Predná (* 31. března 1984 Banská Štiavnica) je slovenská zpěvačka. Hudební kariéru začala v prvním ročníku pěvecké soutěže „Slovensko hľadá SuperStar“, kterou ukončila na čtvrtém místě.
Je absolventkou oboru krajinného inženýrství fakulty ekologie a environmentalistiky Technické univerzity ve Zvolenu.
Mezi její oblíbené interprety patří Erykah Badu, Jill Scott, Alicia Keys, Koop, Novelle Vague, St. Germain, ale i slovenské hudební formace Para, Le Payaco, Moja Reč a Puding pani Elvisovej. 
Do jara roku 2008 byl jejím partnerem Peter Novák, který je znám pod pseudonymem Šarkan jako člen kapely Žena z lesoparku. Roku 2016 se provdala za hudebníka a skladatele Oskara Rózsu, se kterým má dvě děti.

## Diskografie
- 2005 - Sunny Day
- 2007 - Zdenka Predná
- 2009 - Srdce z bubliny
- 2013 - Amulet